# Vuurtorenwachter

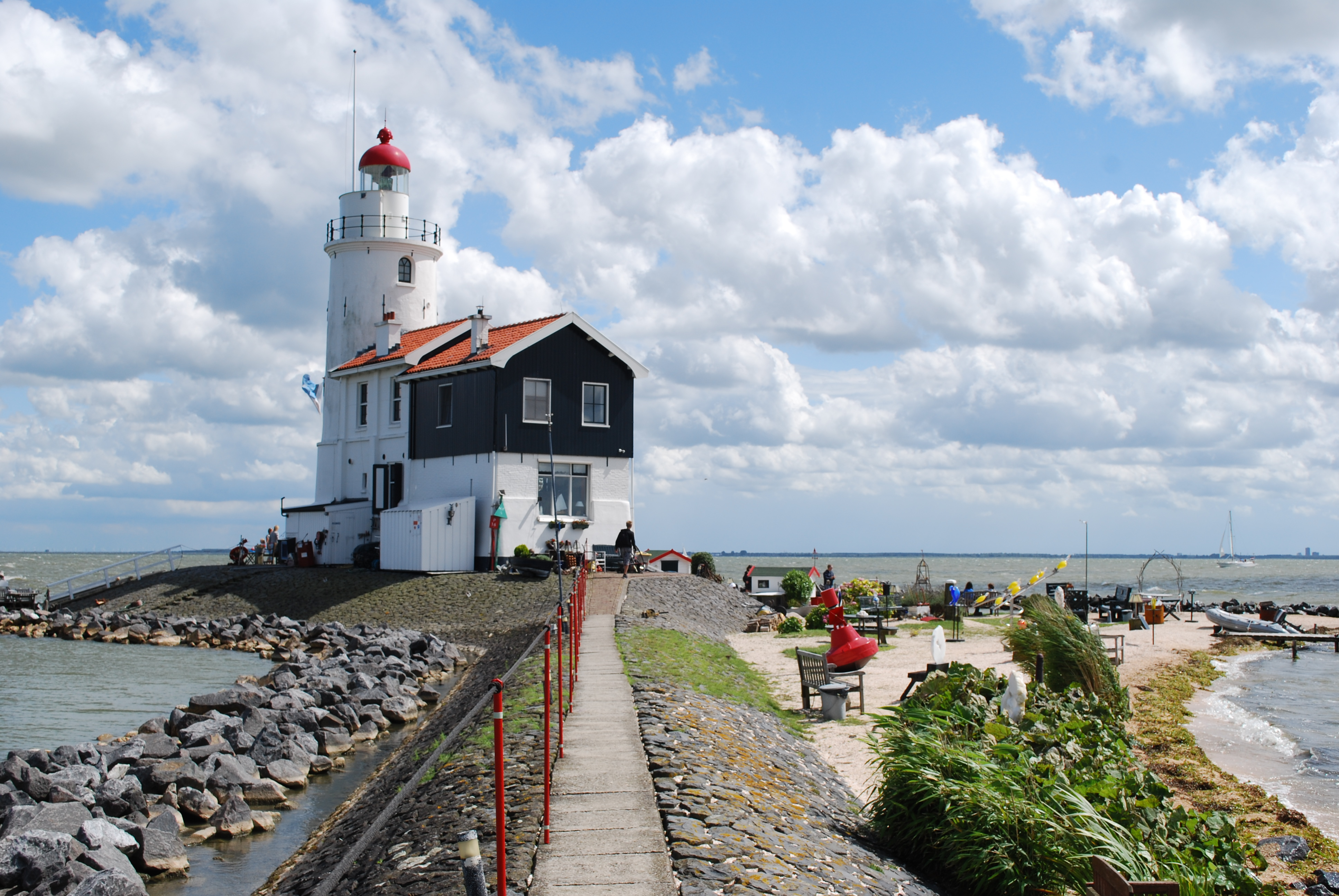
Het Paard van Marken met aangebouwde vuurtorenwachterswoning

Een vuurtorenwachter is een persoon die het licht van de vuurtoren bediende en tevens het dagelijks onderhoud daaraan verzorgde. Dit hield in het schoonhouden van de ramen, lenzen, lampen e.d. Bij de eerste draaiende optieken moest hij ook de gewichten opdraaien die het optiek deden rondgaan. Vanwege het riante uitzicht hadden torenwachters tevens de functie van uitkijk. Zij meldden schepen in nood aan redders en bergers, en gaven naderende schepen door aan de loodsdienst.
Het beroep van vuurtorenwachter was ooit bijzonder zwaar omdat het voornamelijk bestond uit het voortdurend de hoge toren opslepen van brandstof (hout of kolen), om het vuur op de juiste wijze brandend te houden. Het is dan ook niet verwonderlijk dat het in Nederland een typisch mannenberoep was. Vuurtorenwachters woonden vaak vlak bij de toren, eventueel zelfs in een aangebouwde woning zoals bij het Paard van Marken en het beroep ging over van vader op zoon. Pas met de komst van olielampen en dan met name de Argandse lamp in de achttiende eeuw kreeg de vuurtorenwachter het wat lichter.
Het beroep vuurtorenwachter bestaat niet meer. Er zijn nog een paar vuurtorens bemand (op Terschelling, Schiermonnikoog en Ouddorp), maar de mensen die daar zitten zijn eigenlijk verkeersleiders voor de scheepvaart. Zij hebben nog wel de functie van uitkijk, maar hebben geen bemoeienis meer met het licht. In de volksmond heten zij echter nog wel vuurtorenwachter.